# Campeonato Mineiro 1940
In 1940 werd het 26ste Campeonato Mineiro gespeeld voor voetbalclubs uit de Braziliaanse staat Minas Gerais. De competitie werd gespeeld van 28 april 1940 tot 12 januari 1941 en werd georganiseerd door de Federação Mineira de Futebol. Palestra Itália werd kampioen. 

## Eindstand
| Plaats | Club             | Wed.           | W              | G              | V              | Saldo          | Ptn.           |
| ------ | ---------------- | -------------- | -------------- | -------------- | -------------- | -------------- | -------------- |
| 1.     | Atlético Mineiro | 7              | 4              | 3              | 0              | 21:7           | 11             |
| 2.     | Palestra Itália  | 7              | 5              | 1              | 1              | 18:9           | 11             |
| 3.     | Siderúrgica      | 8              | 4              | 1              | 3              | 13:14          | 9              |
| 4.     | América          | 8              | 2              | 1              | 5              | 13:20          | 5              |
| 5.     | Villa Nova       | 8              | 0              | 2              | 6              | 8:23           | 2              |
| 6.     | Sete de Setembro | Teruggetrokken | Teruggetrokken | Teruggetrokken | Teruggetrokken | Teruggetrokken | Teruggetrokken |

|  | Gekwalificeerd voor Finale |

### Finale
|                                   |          |       |                 |                                                                 |
| 29 december 1940 Eerste Wedstrijd | Atlético | 1 – 3 | Palestra Itália | Antônio Carlos, Belo Horizonte Scheidsrechter: Raimundo Sampaio |
| 29 december 1940 Eerste Wedstrijd |          |       |                 | Antônio Carlos, Belo Horizonte Scheidsrechter: Raimundo Sampaio |

|                                 |                 |       |          |                                                                         |
| 5 januari 1941 Tweede Wedstrijd | Palestra Itália | 1 – 2 | Atlético | Estádio do Barro Preto, Belo Horizonte Scheidsrechter: Raimundo Sampaio |
| 5 januari 1941 Tweede Wedstrijd |                 |       |          | Estádio do Barro Preto, Belo Horizonte Scheidsrechter: Raimundo Sampaio |

|                                 |                 |       |          |                                                                           |
| 12 januari 1941 Derde Wedstrijd | Palestra Itália | 2 – 0 | Atlético | Estádio da Alameda, Belo Horizonte Scheidsrechter: Mário Gonçalves Vianna |
| 12 januari 1941 Derde Wedstrijd |                 |       |          | Estádio da Alameda, Belo Horizonte Scheidsrechter: Mário Gonçalves Vianna |

### Kampioen
| Campeonato Mineiro de 1940 |
| -------------------------- |
| PALESTRA ITÁLIA 5º Titel   |